# 바드르 베눈
바드르 베눈(아랍어: بدر بانون, Badr Benoun, 1993년 9월 30일 ~ )은 모로코의 축구 선수로, 현재 카타르 스타스 리그의 카타르 SC와 모로코 축구 국가대표팀에서 센터백으로 뛰고 있다.

## 클럽 경력

### 행진의 시작
베눈은 라자 카사블랑카에서 경력을 시작했다. 그는 2012-13 보톨라에서 1위로 마친 후 클럽과 함께 첫 번째 트로피를 획득했다. 그는 더 많은 출전 시간과 경험을 쌓기 위해 위닷 데 페스로 임대되었다. 베눈은 총 16경기를 뛰다가 다시 RS 베르카네로 대출되었다. 2015년에는 클럽으로 복귀하였다.

### 라자 클럽 아틀레틱
베눈의 복귀로 라자 팬들에게 흥분이 돌아왔다. 그는 2017년 모로코 왕위컵에서 디파 아사니 엘 자디디를 2-0으로 이기고 패널티킥을 통해 두 번째 트로피를 획득했다.

#### 2018-2020
2018년, 라자는 2018년 CAF 컨페데레이션컵에 출전 자격을 얻었다. 라자는 조별 리그에서 선두로 결승전에 진출하여 이 대회에서 우승하였다. 이로 인해 2019년 CAF 슈퍼컵 출전 자격을 얻게 되었다. 라자는 도하에서 에스페랑스 스포르티브 드 튀니스와 맞붙게 되었으며, 베눈은 64분에 골을 넣고 우승하였다. 그는 또한 2019-20 보톨라와 2019-20 아랍 클럽 챔피언스컵에서도 우승하였다. 베눈은 이 클럽에서 다섯 시즌을 보낸 후 알 아흘리와 계약하였다.

### 알 아흘리
2020년 11월, 그는 이집트 클럽인 알 아흘리에 합류했다. 그는 FIFA 클럽 월드컵에 클럽을 대표하며 브라질 팀 팔메이라스를 이기고 동메달을 획득했다. 그 후, 2020년 이집트 컵, 2021년 CAF 챔피언스리그 및 2020년 CAF 슈퍼컵에서도 우승하였다. 이후에는 전 팀 라자를 상대로 하여 2021년 CAF 슈퍼컵에서 우승하였다.

### 카타르 SC
2022년 7월, 그는 카타르 클럽인 카타르 SC와 3년 계약을 체결했다.